# Fluido newtoniano
Un fluido newtoniano es un fluido en el que las tensiones viscosas que surgen de su flujo están correlacionadas linealmente en cada punto con la velocidad de deformación local, es decir, la velocidad de cambio de su deformación con el tiempo. Las tensiones son proporcionales a la tasa de cambio de la vector de velocidad del fluido.
Un fluido es newtoniano solo si los tensores que describen la tensión viscosa y la velocidad de deformación están relacionados por un tensor de viscosidad constante que no depende del estado de tensión y la velocidad del flujo. Si el fluido también es isotrópico (es decir, sus propiedades mecánicas son las mismas en cualquier dirección), el tensor de viscosidad se reduce a dos coeficientes reales, que describen la resistencia del fluido a la deformación por cizallamiento continua y a la compresión o expansión continuas, respectivamente.
Los fluidos newtonianos son los modelos matemáticos más sencillos de fluidos que tienen en cuenta la viscosidad. Aunque ningún fluido real se ajusta perfectamente a la definición, muchos líquidos y gases comunes, como el agua y el aire, pueden considerarse newtonianos para cálculos prácticos en condiciones normales. Sin embargo, los fluidos no newtonianos son relativamente comunes e incluyen el oobleck (que se vuelve más rígido cuando se cizalla vigorosamente) y la pintura que no gotea (que se vuelve más fluida cuando se cizalla). Otros ejemplos son muchas soluciones de polímeros (que presentan el efecto Weissenberg), polímeros fundidos, muchas suspensiones sólidas, la sangre y la mayoría de los fluidos altamente viscosos.
Los fluidos newtonianos reciben su nombre de Isaac Newton, quien fue el primero en utilizar la ecuación diferencial para postular la relación entre la velocidad de deformación por cizallamiento y la tensión de cizallamiento para dichos fluidos.
Un buen número de fluidos comunes se comportan como fluidos newtonianos en condiciones normales de presión y temperatura. Por ejemplo, el agua, el aceite, la gasolina, el alcohol, el queroseno, el benceno y la glicerina.

## Definición
Un elemento de un líquido o gas en movimiento soporta fuerzas procedentes del fluido circundante, incluidas las fuerzas de tensión viscosa que provocan su deformación gradual con el tiempo. Estas fuerzas pueden aproximarse matemáticamente en primer orden mediante un tensor de tensión viscosa, normalmente denominado {\displaystyle \tau }.
La deformación de un elemento fluido, en relación con un estado anterior, puede aproximarse en primer orden mediante un tensor de deformación que cambia con el tiempo. La derivada temporal de ese tensor es el tensor de velocidad de deformación, que expresa cómo cambia la deformación del elemento con el tiempo; y es también el gradiente del campo vectorial de velocidad {\displaystyle v} en ese punto, a menudo denotado {\displaystyle \nabla v}.
Los tensores {\displaystyle \tau } y {\displaystyle \nabla v} pueden expresarse mediante matrices 3×3, en relación con cualquier sistema de coordenadas elegido. Se dice que el fluido es newtoniano si estas matrices están relacionadas por la ecuación
- {\displaystyle {\boldsymbol {\tau }}={\boldsymbol {\mu }}(\nabla v)}

donde {\displaystyle \mu } es un tensor fijo de cuarto orden 3×3×3×3 que no depende de la velocidad ni del estado de tensión del fluido.

### Caso isotrópico incompresible
Para un fluido newtoniano incompresible e isotrópico en flujo laminar solo en la dirección x (es decir, donde la viscosidad es isotrópica en el fluido), la tensión de cizallamiento está relacionada con la velocidad de deformación mediante la sencilla ecuación constitutiva
{\displaystyle \tau =\mu {\frac {du}{dy}}}
donde
- {\displaystyle \tau } es la tensión de cizallamiento («resistencia de la piel») en el fluido,
- {\displaystyle \mu } es una constante escalar de proporcionalidad, la viscosidad dinámica del fluido
- {\displaystyle {\frac {du}{dy}}} es la derivada en la dirección y, normal a x, de la componente u de la velocidad de flujo que está orientada a lo largo de la dirección x.

En el caso de un flujo incompresible general en 2D en el plano x, y, la ecuación constitutiva de Newton se convierte en:
{\displaystyle \tau _{xy}=\mu \left({\frac {\partial u}{\partial y}}+{\frac {\partial v}{\partial x}}\right)}
donde:
- {\displaystyle \tau _{xy}} es la tensión de cizallamiento («resistencia de la piel») en el fluido,
- {\displaystyle {\frac {\partial u}{\partial y}}} es la derivada parcial en la dirección y del componente u de la velocidad de flujo que está orientado a lo largo de la dirección x.
- {\displaystyle {\frac {\partial v}{\partial x}}} es la derivada parcial en la dirección x del componente v de la velocidad del flujo que está orientado a lo largo de la dirección y.

Ahora podemos generalizar al caso de un flujo incompresible con una dirección general en el espacio tridimensional, la ecuación constitutiva anterior se convierte en
{\displaystyle \tau _{ij}=\mu \left({\frac {\partial v_{i}}{\partial x_{j}}}+{\frac {\partial v_{j}}{\partial x_{i}}}\right)}
donde
- {\displaystyle x_{j}} es la {\displaystyle j}-ésima coordenada espacial
- {\displaystyle v_{i}} es la velocidad del fluido en la dirección del eje {\displaystyle i}
- {\displaystyle \tau _{ij}} es el {\displaystyle j}-ésimo componente de la tensión que actúa sobre las caras del elemento fluido perpendiculares al eje {\displaystyle i}. Es el componente ij-ésimo del tensor de tensión de cizallamiento

o escrito en notación tensorial más compacta
{\displaystyle {\boldsymbol {\tau }}=\mu \left(\nabla \mathbf {u} +\nabla \mathbf {u} ^{T}\right)}
donde {\displaystyle \nabla \mathbf {u} } es el gradiente de velocidad del flujo.
Una forma alternativa de expresar esta ecuación constitutiva es:
| Ecuación constitutiva de la tensión de Stokes (expresión utilizada para sólidos elásticos incompresibles) {\displaystyle {\boldsymbol {\tau }}=2\mu {\boldsymbol {\varepsilon }}} |
donde
{\displaystyle {\boldsymbol {\varepsilon }}={\tfrac {1}{2}}\left(\mathbf {\nabla u} +\mathbf {\nabla u} ^{\mathrm {T} }\right)}
es la tasa de tensor de deformación. Por lo tanto, esta descomposición se puede expresar explícitamente como:
| “”'Ecuación constitutiva de la tensión de Stokes'“” '“(expresión utilizada para fluidos viscosos incompresibles)”' {\displaystyle {\boldsymbol {\tau }}=\mu \left[\nabla \mathbf {u} +(\nabla \mathbf {u} )^{\mathrm {T} }\right]} |
Esta ecuación constitutiva también se denomina «ley de Newton de la viscosidad».
El tensor de tensión total {\displaystyle {\boldsymbol {\sigma }}} siempre se puede descomponer como la suma del tensor de tensión isotrópica y el tensor de tensión desviatoria ({\displaystyle {\boldsymbol {\sigma }}'}):
{\displaystyle {\boldsymbol {\sigma }}={\frac {1}{3}}\operatorname {tr} ({\boldsymbol {\sigma }})\mathbf {I} +{\boldsymbol {\sigma }}'}
En el caso incompresible, la tensión isotrópica es simplemente proporcional a la presión termodinámica {\displaystyle p}:
{\displaystyle p=-{\frac {1}{3}}\operatorname {tr} ({\boldsymbol {\sigma }})=-{\frac {1}{3}}\sum _{k}\sigma _{kk}}
y la tensión desviadora coincide con el tensor de tensión de cizallamiento {\displaystyle {\boldsymbol {\tau }}}:
{\displaystyle {\boldsymbol {\sigma }}'={\boldsymbol {\tau }}=\mu \left(\nabla \mathbf {u} +\nabla \mathbf {u} ^{T}\right)}
La ecuación constitutiva de la tensión se convierte entonces en
{\displaystyle \sigma _{ij}=-p\delta _{ij}+\mu \left({\frac {\partial v_{i}}{\partial x_{j}}}+{\frac {\partial v_{j}}{\partial x_{i}}}\right)}
o, escrito en notación tensorial más compacta
{\displaystyle {\boldsymbol {\sigma }}=-p\mathbf {I} +\mu \left(\nabla \mathbf {u} +\nabla \mathbf {u} ^{T}\right)}
donde {\displaystyle \mathbf {I} } es el tensor identidad.

## Ecuación constitutiva
Matemáticamente, el esfuerzo de corte en un flujo unidimensional de un fluido newtoniano se puede representar por la relación:
{\displaystyle \tau _{xy}=\mu {\dfrac {\mathrm {d} v_{x}}{\mathrm {d} y}}}
Donde:
{\displaystyle \tau _{xy}\,} es la tensión tangencial ejercida en un punto del fluido o sobre una superficie sólida en contacto con el mismo, tiene unidades de tensión o presión, {\textstyle \mathrm {Pa} }.
{\displaystyle \mu \,} es la viscosidad del fluido, y para un fluido newtoniano depende sólo de la temperatura, puede medirse en {\textstyle \mathrm {Pa\,s} } o {\textstyle \mathrm {kp\,s/cm^{2}} }.
{\displaystyle {\dfrac {\mathrm {d} v_{x}}{\mathrm {d} y}}} es el gradiente de velocidad perpendicular a la dirección al plano en el que estamos calculando la tensión tangencial, {\displaystyle \mathrm {s^{-1}} }.
Es decir, al aplicarle una tensión de cizalla a un fluido newtoniano, la velocidad de deformación del fluido es directamente proporcional a la tensión previamente aplicada, siendo la constante de proporcionalidad {\displaystyle \mu \,}.
La ecuación constitutiva que relaciona el tensor tensión, el gradiente de velocidad y la presión en un fluido newtoniano es simplemente:
{\displaystyle \sigma _{ij}=-p\delta _{ij}+\mu \left({\frac {\partial v_{i}}{\partial x_{j}}}+{\frac {\partial v_{j}}{\partial x_{i}}}-{\frac {2}{3}}\delta _{ij}\nabla \cdot \mathbf {v} \right)}

## Viscosidad y temperatura
Mientras que la viscosidad de un gas aumenta con la temperatura, la viscosidad de un líquido disminuye cuando aumenta la temperatura. Esto quiere decir que la viscosidad es inversamente proporcional al aumento de la temperatura, haciendo que las partículas al momento de ejercer fuerza no tengan movimiento. En cambio cuando no ejercemos fuerza es un líquido viscoso.  La ecuación de Arrhenius predice de manera aproximada la viscosidad:
{\displaystyle \mu (T)=\mu _{0}\exp {\left({\dfrac {E}{RT}}\right)}}